# Palaeoceroptera clefta
Palaeoceroptera clefta är en tvåvingeart som beskrevs av Marshall 1998. Palaeoceroptera clefta ingår i släktet Palaeoceroptera och familjen hoppflugor. Inga underarter finns listade i Catalogue of Life.